# Feinddruck
Der Feinddruck oder Feindfaktor beschreibt in der Ökologie den Einfluss von Beutegreifern auf die Population von Beuteorganismen. Ein hoher Feinddruck entsteht, wenn eine Beutespezies sehr stark bejagt wird, ein kleiner, wenn nur weniger Individuen Beutegreifern zum Opfer fallen.
Beschrieben wird der Feinddruck über eine Reihe von mathematischen Modellen, die auch die Räuber-Beute-Beziehungen als Ganzes beschreiben.

## Anpassung an den Feinddruck
Beutetiere können gegebenenfalls ihr Verhalten dem Feinddruck anpassen: So können vom Menschen bejagte Wildtiere wie Wildschweine ihre Futtersuche in die Dämmerung verlagern, während sie ohne Jagddruck tagesaktiv leben würden. Vögel wie die Flussseeschwalbe können sich starkem Feinddruck beispielsweise durch Silbermöwen anpassend erwehren, indem die Koloniebewohner häufiger Auffliegen und damit Attacken öfters vereiteln. Andere Anpassungen können in Brutplatzverschiebungen bestehen, um hohem Feiddruck zu entgehen.
Nicht nur durch Verhaltensbeobachtungen kann der Feinddruck auf brütende Vögel bewertet werden, sondern auch experimentell, indem Kunstnester mit Eiern in verschiedenen Lagen und Biotopen ausgebracht und beobachtet werden. Auch Insekten können sich einem hohen Feinddruck anpassen.
Manche Deutung einer Anpassung bleibt jedoch spekulativ.

## Ökologie
Ein zu hoher Feinddruck hat in der Regel einen regionalen Populationsrückgang zur Folge.

## Einzelbelege
1. ↑  Peter H. Becker: Wie richtet eine Flußseeschwalbenkolonie (Sterna hirundo) ihr Abwehrverhalten auf den Feinddruck durch Silbermöwen (Larus argentatus) ein? In: Zeitschrift für Tierpsychologie, Band 66, Nr. 4, 1984, S. 265–288, doi:10.1111/j.1439-0310.1984.tb01369.x.
2. ↑  Robert K. Furrer: Brutplatzverschiebungen bei der WacholderdrosselTurdus pilaris nach Nestverlust. In: Journal für Ornithologie, Band 120, Nr. 1, 1979, S. 86–93.
3. ↑  Herbert Hoi, Hans Winkler: Feinddruck auf Schilfbrüter: eine experimentelle Untersuchung. In: Journal für Ornithologie, Band 129, Nr. 4, 1988, S. 439–447.
4. ↑  Herbert Hoi, Hans Winkler: Feinddruck auf Vogelnester: Effekte der Habitatkomplexität. In: Journal für Ornithologie, Band 132, Nr. 2, 1991, S. 215–217.
5. ↑  V. Nicolai: Anpassungen rindenbesiedelnder Arthropoden an Borkenstruktur und Feinddruck. In: Spixiana, Band 10, Nr. 2, 1987, S. 139–146.
6. ↑  H. W. Fricke: Möglicher Einfluß von Feinden auf das Verhalten von Diadema-Seeigeln. In: Marine Biology, Band 27, Nr. 1, 1974, S. 59–62.
7. ↑  W. Edrich: Drohnen können im freien Flug noch weit schnellere Bewegungen auflösen als Arbeitsbienen; steht dies vielleicht im Zusammenhang mit dem Feinddruck? In: Apidologie, Band 21, Nr. 4, 1990, S. 345–347 (PDF).
8. ↑  D. Fiuczynski: Feinddruck und Nistplatzangebot als limitierende Faktoren für Siedlungsdichte und Bruterfolg beim Baumfalken (Falco subbuteo). In: Birds of Prey Bull, Band 4, 1991, S. 63–71.